# Ramona Gurnés i Costa
Ramona Gurnés i Costa (Llagostera, Gironès, 17 de novembre 1914 - 20 de novembre de 2009) fou una infermera diplomada, i col·legiada del Col·legi Oficial d'Infermeres i Infermers de Barcelona.
Va començar a estudiar Comerç, però la vocació i el fet que dues germanes, Carmen i Teresa, fossin infermeres, va fer que acabés estudiant infermeria.
En 17 de novembre de 1936 va superar l'examen d'Infermeria i es va col·legiar al Col·legi d'Infermeres Oficials de Catalunya, títol 173-1936, amb el número de col·legiada 421.
Durant la guerra civil espanyola va estar treballant com a infermera en cap a la Clínica del Remei de Barcelona. Vivia a la Clínica i vetllava perquè tot funcionés, ocupant els llocs on més es necessitava. Va treballar d'instrumentista amb Josep Trueta, cirurgià i director de la clínica.
Un cop acabada la guerra no va poder continuar exercint, fins al 1940 any en què va superar la revàlida per convalidar el títol d'infermeria.
En la posguerra va estar treballant en un taller de fabricació de nines, i com a ajudant d'una llevadora, fins que el 1965 es va incorporar com a infermera a l'ambulatori del carrer Manso de Barcelona fins a la seva jubilació l'any 1979.